# 基亚娜·莱德
基亚娜·莱德  （英語：Kiana Ledé Brown，1997年4月3日—）是一位美国R&B歌手，音乐创作人，演员，钢琴表演者。现居加州洛杉矶。